# Ivan Markov
Pour les articles homonymes, voir Ivan Grigoriev Markov.
Ivan Markov, né le 14 septembre 1988 est un haltérophile bulgare.

## Palmarès

### Championnats d'Europe
- 2013 à Tirana
  -  Médaille d'argent en moins de 85 kg.